# Cileungsi (Ciawi)
Cileungsi is een bestuurslaag in het regentschap Bogor van de provincie West-Java, Indonesië. Cileungsi telt 7321 inwoners (volkstelling 2010).